# Kraljeva palača, Tripolis
Kraljeva palača (arabsko قصر الخلد, latinizirano: qaṣr al-ḫuld, dob. 'večna palača' ali arabsko قصر الشعب, latinizirano: qaṣr aš-šaʿb, dob. 'Ljudska palača', italijansko Palazzo del Governatore, dob. 'guvernatorjeva palača' ali Palazzo Reale, 'kraljeva palača') je nekdanji sedež italijanskega guvernerja Italijanske Libije, ki je imel sedež v Tripolisu in je to funkcijo opravljal do leta 1943.
Od leta 1951 je bila kraljeva palača kralja Idrisa I. Libijskega, vodje države Kraljevine Libije. Stavba je to funkcijo opravljala do vojaškega udara Moamerja Gadafija leta 1969 in ustanovitve Ljudske republike Libije. 
Po ameriškem bombardiranju Libije leta 1986 (operacija El Dorado Canyon) je utrpela veliko škodo. Do leta 2008 se je stavba imenovala Palača ljudstva in je bila sedež Narodne knjižnice. Po obnovi, ki jo je do leta 2009 izvajala ekipa italijanskih oblikovalcev in gradbeno podjetje iz Italije, je nekdanja kraljeva guvernerska palača postala Muzej Libije.